# Joshua Gomez
Joshua Eli Gomez (n. 20 noiembrie 1975, Bayonne⁠(d), New Jersey, SUA) este un actor american cel mai bine cunoscut pentru rolul lui ca Morgan Grimes din Chuck. Este fratele mai mic al actorului Rick Gomez.